# Lista de presidentes do Paraguai
Esta é uma lista de Presidentes e Cônsules do Paraguai.

## Cônsules
- Fulgencio Yegros (1811)[1][2]
- José Gaspar Rodríguez de Francia (12 de Outubro de 1813 - 12 de Fevereiro de 1814)
- Fulgencio Yegros (12 de Fevereiro de 1814 - 12 de Junho de 1814)
- José Gaspar Rodríguez de Francia (12 de Junho 1814 - 20 de Setembro de 1840)
- Manuel Antonio Ortiz (20 de Setembro de 1840 - 22 de Janeiro de 1841)[3]
- Juan José Medina (22 de Janeiro de 1841 - 9 de Fevereiro de 1841)[4]
- Mariano Roque Alonzo (9 de Fevereiro de 1841 - 14 de Março de 1841)
- Mariano Roque Alonzo e Carlos Antonio López (14 de Março de 1841 - 13 de Março de 1844)

## Presidentes
Apenas em 1993 ocorreu a primeira eleição democrática do Paraguai, na qual foi eleito Juan Carlos Wasmosy. Atualmente o mandato do presidente paraguaio é de 5 anos.
Estes são os presidentes do Paraguai após 1844.
| Nº             | Nº             | Presidente     | Presidente                    | Mandato                 | Mandato                 | Partido            |
| -------------- | -------------- | -------------- | ----------------------------- | ----------------------- | ----------------------- | ------------------ |
|                | 1              |                | Carlos Antonio López          | 14 de março de 1844     | 10 de setembro de 1862  | Independente       |
|                | 2              |                | Francisco Solano López        | 10 de setembro de 1862  | 1 de março de 1870      | Independente       |
|                | 3              |                | Facundo Machaín               | 31 de agosto de 1870    | 1 de setembro de 1870   | Independente       |
|                | 4              |                | Cirilo Antonio Rivarola       | 1 de setembro de 1870   | 18 de dezembro de 1871  | Independente       |
|                | 5              |                | Salvador Jovellanos           | 18 de dezembro de 1871  | 25 de novembro de 1874  | Independente       |
|                | 6              |                | Juan Bautista Gill            | 25 de novembro de 1874  | 12 de abril de 1877     | Independente       |
|                | 7              |                | Higinio Uriarte               | 12 de abril de 1877     | 25 de novembro de 1878  | Independente       |
|                | 8              |                | Cándido Bareiro               | 27 de novembro de 1878  | setembro de 1880        | Independente       |
|                | 9              |                | Bernardino Caballero          | 25 de novembro de 1880  | 25 de novembro de 1886  | Independente       |
|                | 10             |                | Patricio Escobar              | 25 de novembro de 1886  | 25 de setembro de 1890  | Partido Colorado   |
|                | 11             |                | Juan Gualberto González       | 25 de setembro de 1890  | 9 de junho de 1894      | Partido Colorado   |
|                | 12             |                | Marcos Morínigo               | 9 de junho de 1894      | 25 de novembro de 1894  | Partido Colorado   |
|                | 13             |                | Juan Bautista Egusquiza       | 25 de novembro de 1894  | 25 de novembro de 1898  | Partido Colorado   |
|                | 14             |                | Emilio Aceval                 | 25 de novembro de 1898  | 9 de janeiro de 1902    | Partido Colorado   |
|                | 15             |                | Andrés Héctor Carvallo Acosta | 9 de janeiro de 1902    | 25 de novembro de 1902  | Partido Colorado   |
|                | 16             |                | Juan Antonio Escurra          | 25 de novembro de 1902  | 11 de agosto de 1904    | Partido Colorado   |
|                | 17             |                | Juan Bautista Gaona           | 18 de outubro de 1904   | 8 de dezembro de 1905   | Partido Liberal    |
|                | 18             |                | Cecilio Báez                  | 8 de dezembro de 1905   | 25 de novembro de 1906  | Partido Liberal    |
|                | 19             |                | Benigno Ferreira              | 25 de novembro de 1906  | 4 de julho de 1908      | Partido Liberal    |
|                | 20             |                | Emiliano González Navero      | 5 de julho de 1908      | 25 de novembro de 1910  | Partido Liberal    |
|                | 21             |                | Manuel Gondra                 | 25 de novembro de 1910  | 11 de janeiro de 1911   | Partido Liberal    |
|                | 22             |                | Albino Jara                   | 19 de janeiro de 1911   | 5 de julho de 1911      | Partido Liberal    |
|                | 23             |                | Liberato Marcial Rojas        | 5 de julho de 1911      | 22 de dezembro de 1911  | Partido Liberal    |
|                | 24             |                | Pedro Peña                    | 1 de janeiro de 1912    | 25 de março de 1912     | Partido Colorado   |
|                | 25             |                | Emiliano González Navero      | 25 de março de 1912     | 15 de agosto de 1912    | Partido Liberal    |
|                | 26             |                | Eduardo Schaerer              | 15 de agosto de 1912    | 15 de agosto de 1916    | Partido Liberal    |
|                | 27             |                | Manuel Franco                 | 15 de agosto de 1916    | 5 de junho de 1919      | Partido Liberal    |
|                | 28             |                | José Pedro Montero            | 7 de junho de 1919      | 15 de agosto de 1920    | Partido Liberal    |
|                | 29             |                | Manuel Gondra                 | 15 de agosto de 1920    | 31 de outubro de 1921   | Partido Liberal    |
|                | 30             |                | Félix Paiva                   | 31 de outubro de 1921   | 3 de novembro de 1921   | Partido Liberal    |
|                | 31             |                | Eusebio Ayala                 | 3 de novembro de 1921   | 1 de abril de 1923      | Partido Liberal    |
|                | 32             |                | Eligio Ayala                  | 1 de abril de 1923      | 12 de abril de 1924     | Partido Liberal    |
|                | 33             |                | Luis Riart                    | 12 de abril de 1924     | 15 de agosto de 1924    | Partido Liberal    |
|                | 34             |                | Eligio Ayala                  | 15 de agosto de 1924    | 15 de agosto de 1928    | Partido Liberal    |
|                | 35             |                | José Patricio Guggiari        | 15 de agosto de 1928    | 15 de agosto de 1932    | Partido Liberal    |
|                | 36             |                | Emiliano González Navero      | 25 de outubro de 1931   | 27 de janeiro de 1932   | Partido Liberal    |
|                | 37             |                | Eusebio Ayala                 | 15 de agosto de 1932    | 17 de fevereiro de 1936 | Partido Liberal    |
|                | 38             |                | Rafael Franco                 | 17 de fevereiro de 1936 | 13 de agosto de 1937    | – (Militar)        |
|                | 39             |                | Félix Paiva                   | 13 de agosto de 1937    | 15 de agosto de 1939    | Partido Liberal    |
|                | 40             |                | José Félix Estigarribia       | 15 de agosto de 1939    | 7 de setembro de 1940   | Partido Liberal    |
|                | 41             |                | Higino Moríngio               | 7 de setembro de 1940   | 13 de junho de 1948     | – (Militar)        |
|                | 42             |                | Juan Manoel Frutos            | 13 de junho de 1948     | 15 de agosto de 1948    | Partido Colorado   |
|                | 43             |                | Juan Natalicio González       | 15 de agosto de 1948    | 30 de janeiro de 1949   | Partido Colorado   |
|                | 44             |                | Raimundo Rolón                | 30 de janeiro de 1949   | 26 de fevereiro de 1949 | Partido Colorado   |
|                | 45             |                | Felipe Molas López            | 26 de fevereiro de 1949 | 11 de setembro de 1949  | Partido Colorado   |
|                | 46             |                | Federico Chaves               | 11 de setembro de 1949  | 4 de maio de 1954       | Partido Colorado   |
| – (Cargo vago) | – (Cargo vago) | – (Cargo vago) | – (Cargo vago)                | 4 de maio de 1954       | 8 de maio de 1954       | Partido Colorado   |
|                | 47             |                | Tomás Romero Pereira          | 8 de maio de 1954       | 15 de agosto de 1954    | Partido Colorado   |
|                | 48             |                | Alfredo Stroessner            | 15 de agosto de 1954    | 3 de fevereiro de 1989  | Partido Colorado   |
|                | 49             |                | Andrés Rodríguez Pedotti      | 3 de fevereiro de 1989  | 15 de agosto de 1993    | Partido Colorado   |
|                | 50             |                | Juan Carlos Wasmosy           | 15 de agosto de 1993    | 15 de agosto de 1998    | Partido Colorado   |
|                | 51             |                | Raúl Cubas Grau               | 15 de agosto de 1998    | 28 de março de 1999     | Partido Colorado   |
|                | 52             |                | Luis Ángel González Macchi    | 28 de março de 1999     | 15 de agosto de 2003    | Partido Colorado   |
|                | 53             |                | Nicanor Duarte Frutos         | 15 de agosto de 2003    | 15 de agosto de 2008    | Partido Colorado   |
|                | 54             |                | Fernando Lugo                 | 15 de agosto de 2008    | 22 de junho de 2012     | Aliança Patriótica |
|                | 55             |                | Federico Franco               | 22 de junho de 2012     | 15 de agosto de 2013    | Partido Liberal    |
|                | 56             |                | Horacio Cartes                | 15 de agosto de 2013    | 15 de agosto de 2018    | Partido Colorado   |
|                | 57             |                | Mario Abdo Benítez            | 15 de agosto de 2018    | 15 de agosto de 2023    | Partido Colorado   |
|                | 58             |                | Santiago Peña                 | 15 de agosto de 2023    | no cargo                | Partido Colorado   |

## Ex-presidentes vivos
Até os dias atuais, encontravam-se vivos 8 ex-presidentes paraguaios.  O ex-presidente mais recente a morrer foi Alfredo Stroessner, em 16 de agosto de 2006. Os ex-presidentes vivos, em ordem de serviço, são:

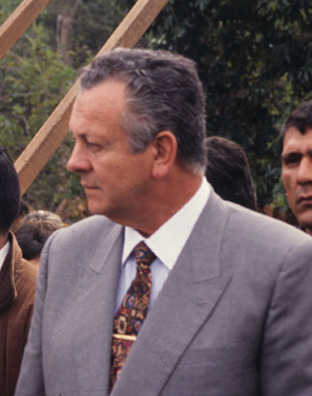
Juan Carlos Wasmosy Monti (1993–1998) Idade: 86 anos
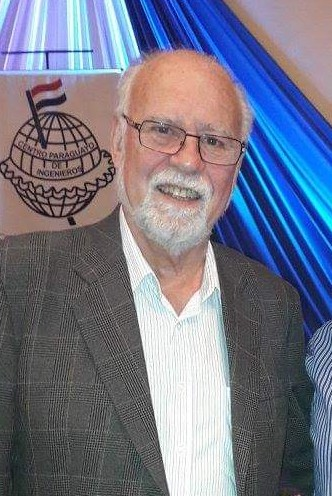
Raúl Cubas Grau (1998–1999) Idade: 81 anos
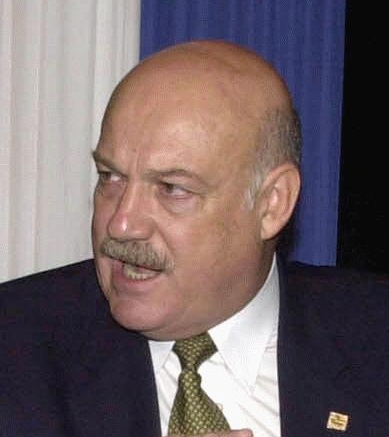
Luis Ángel González Macchi (1999–2003) Idade: 77 anos
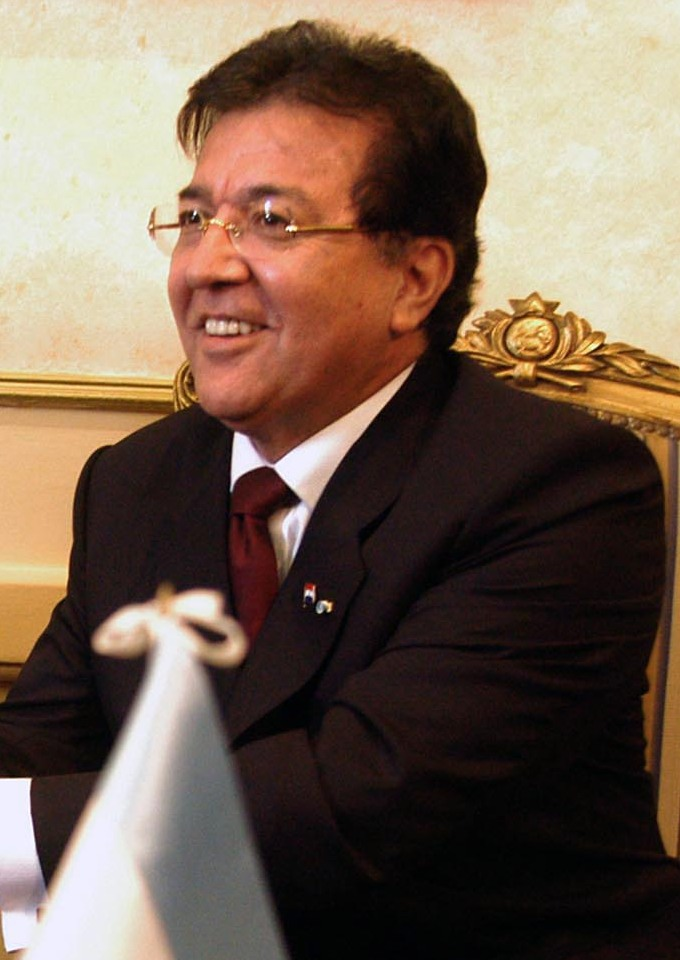
Nicanor Duarte (2003–2008) Idade: 68 anos
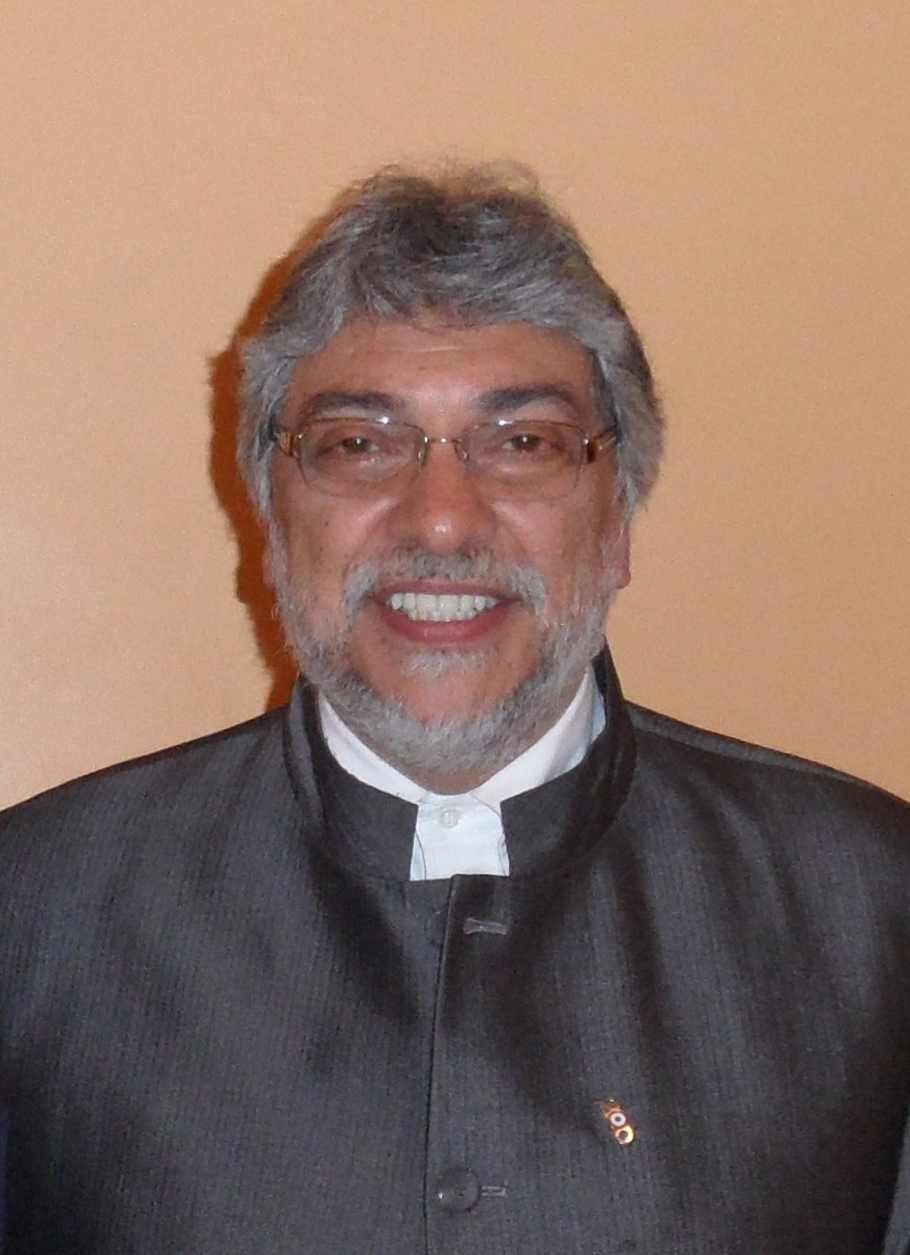
Fernando Lugo (2008–2012) Idade: 73 anos
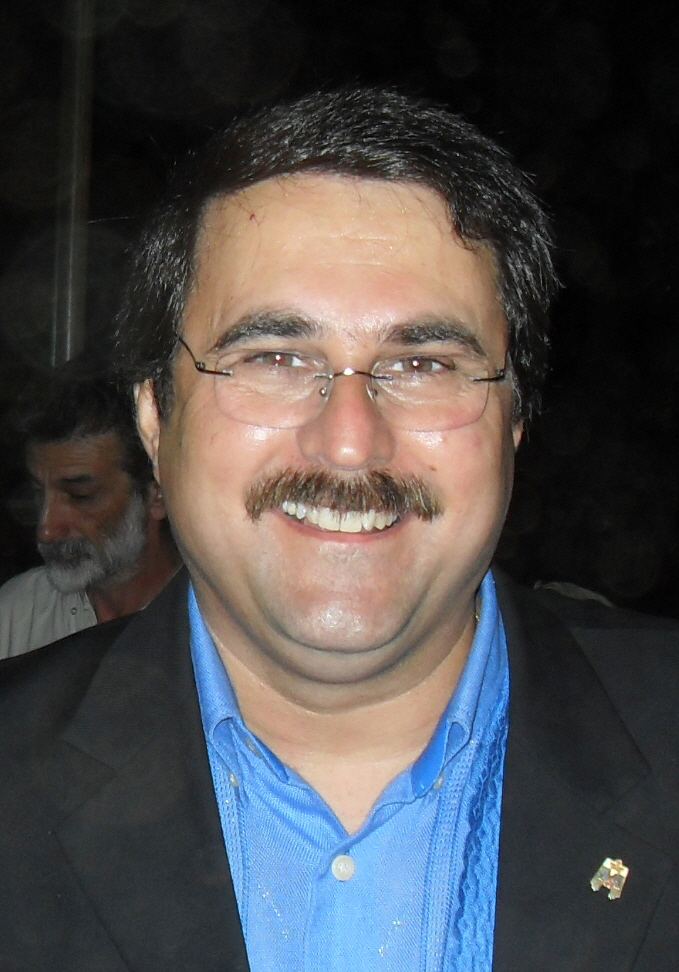
Federico Franco (2012–2013) Idade: 62 anos
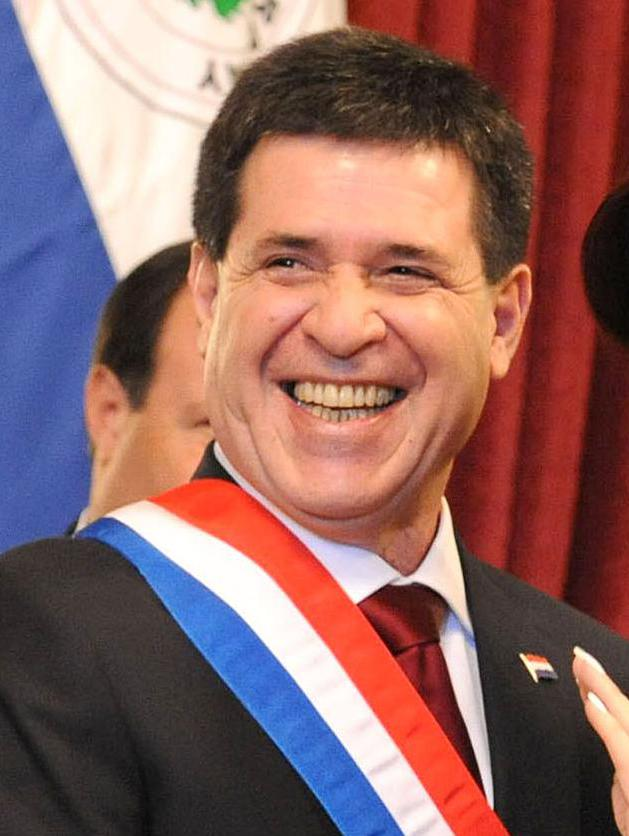
Horacio Cartes (2013–2018) Idade: 68 anos
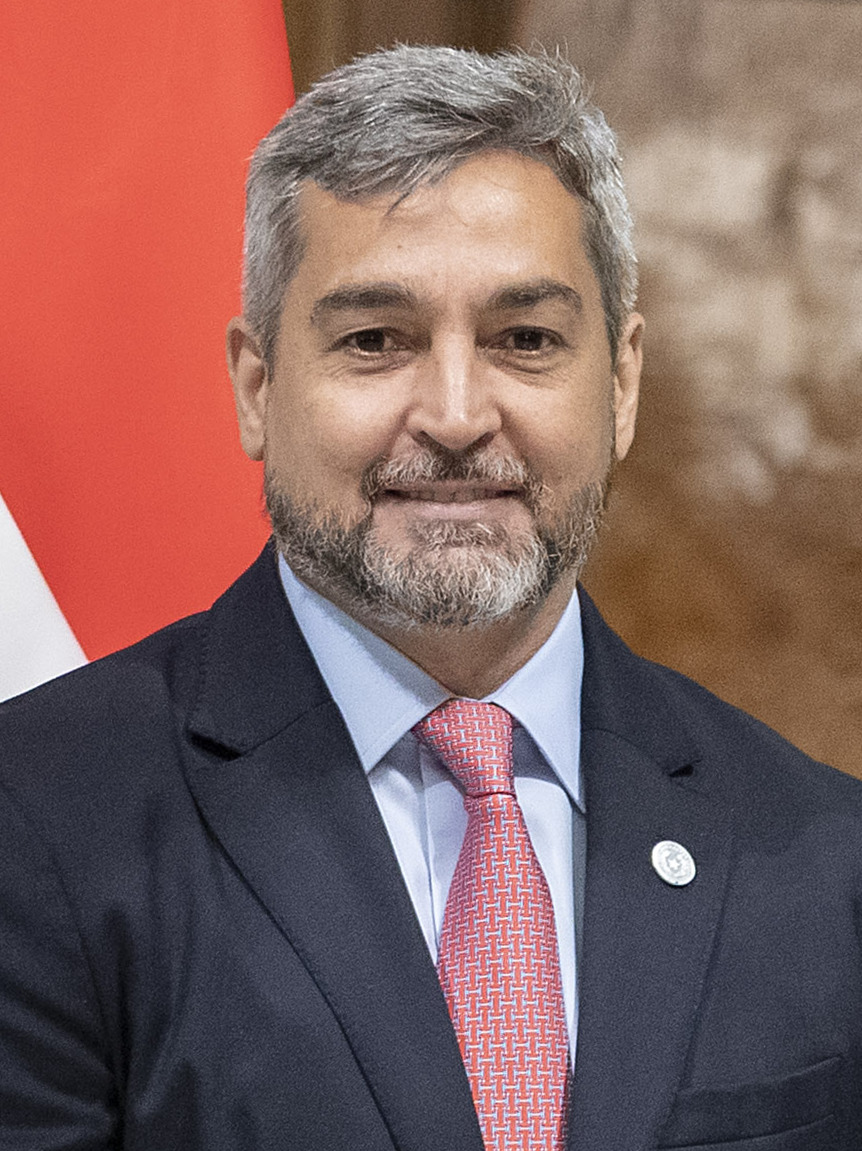
Mario Abdo Benítez (2018–2023) Idade: 53 anos